# María José Iglesias García
María José Iglesias García és una dissenyadora de vestuari asturiana, guanyadora d'un Goya al millor disseny de vestuari el 2006. Segons ells, va entrar en el disseny de vestuari cinematogràfic quan el 1980 va substituir a una persona que anava a treballar per Pedro Marsó i que va donar referències d'ella. El 1985 va ser cap de vestuari en alguns episodis de la sèrie La huella del crimen i després a les pel·lícules Viento de cólera (1988), Amanece que no es poco (1989), Lo más natural (1991), Vacas (1992) i Todos a la cárcel (1993). El 1995 fou nominada al Goya al millor disseny de vestuari pel seu treball a La ley de la frontera Després va treballar a les sèries Colegio Mayor (1994-1996), Blasco Ibáñez, la novela de su vida (1997) i A las once en casa (1999), i a la pel·lícula de Luis García Berlanga París Tombuctú (1999) i a El séptimo día de Carlos Saura. El 2005 va guanyar el Goya al millor disseny de vestuari pel seu treball a Camarón. El 2008 va treballar a la sèrie Martes de Carnaval i el 2011 fou nominada novament al Goya al millor disseny de vestuari per La voz dormida. El 2015 va treballar en el disseny de vestuari de la sèrie de televisió El ministerio del tiempo.